# China Cry
China Cry er en amerikansk film fra 1990 af James F. Collier.

## Medvirkende
- Julia Nickson-Soul
- France Nuyen
- James Shigeta